# Montell Jordan

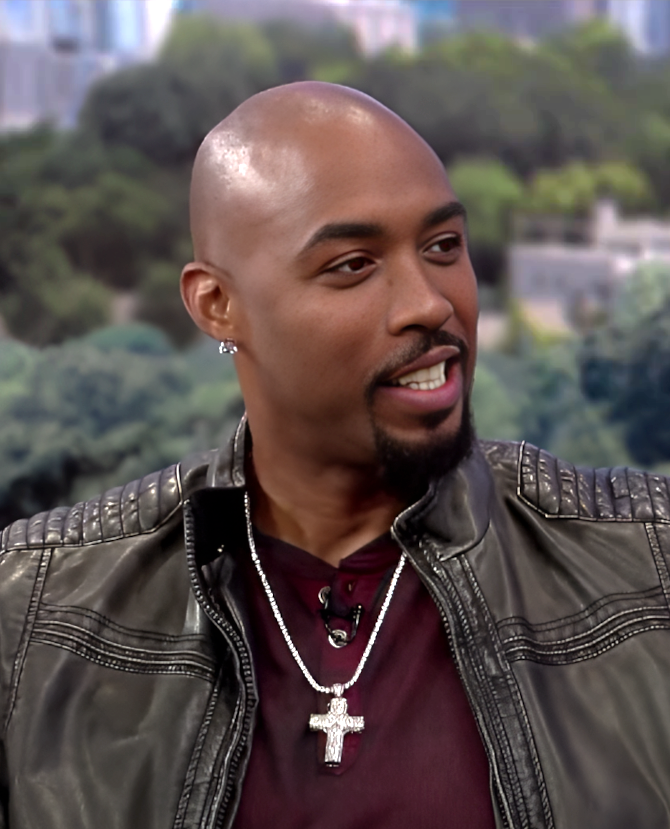
Montell Jordan (2018)

Montell Du'Sean Jordan (* 3. Dezember 1968 in Los Angeles, Kalifornien) ist ein US-amerikanischer R&B-Sänger, Produzent und Songschreiber. Er ist seit Ende 2010 außerdem als Pastor in Atlanta tätig.

## Wirken

### Sänger
Montell Jordan war der zweite R&B-Künstler, der bei dem Plattenlabel Def Jam unter Vertrag genommen wurde. 2003 trennte er sich von Def Jam und arbeitet nun mit dem Label TBN zusammen. Nach einem Abschluss an der Pepperdine University in Kalifornien im Fach Kommunikationswissenschaft hatte er 1995 seinen ersten Hit mit This Is How We Do It, der auf Anhieb ein Nummer-eins-Hit wurde. Es folgten Somethin’ 4 Da Honeyz und Let’s Ride (1998) sowie Get It On Tonite (1999). Im Jahr 2003 verließ er Def Jam und wechselte für sein sechstes Soloalbum, Life After Def zu Koch Records. 2008 wurde das Album Let It Rain bei Universal veröffentlicht. Ende 2010 kündigte Jordan an, seine Musikerkarriere beenden zu wollen. 2019 veröffentlichte er sein 8. Studioalbum.
Im September 2022 nahm Jordan als Panther an der achten Staffel der US-amerikanischen Version von The Masked Singer teil und belegte den 18. Platz.

### Produzent und Schauspieler
Er ist auch Produzent für andere Künstler, unter anderem Christina Milian und Sisqó. Cameo-Auftritte hatte er in den Filmen Fighting Temptations und Der verrückte Professor. Außerdem wirkte er in der Dokumentation Standing in the Shadows of Motown mit.

### Pastor
Im November 2010 wurde bekannt, dass Jordan seine Musikerkarriere beenden und in Zukunft ausschließlich als Pastor in der World Victory Church in einem Vorort von Atlanta tätig sein werde.

## Privates
Montell Jordan hält sein Privatleben von der Öffentlichkeit fern, jedoch ist bekannt, dass er seit 1994 mit Kristin Hudson verheiratet und Vater von vier Kindern ist.

## Diskografie

### Studioalben
| Jahr | Titel                | Höchstplatzierung, Gesamtwochen, AuszeichnungChartplatzierungen (Jahr, Titel, Platzierungen, Wochen, Auszeichnungen, Anmerkungen) | Höchstplatzierung, Gesamtwochen, AuszeichnungChartplatzierungen (Jahr, Titel, Platzierungen, Wochen, Auszeichnungen, Anmerkungen) | Höchstplatzierung, Gesamtwochen, AuszeichnungChartplatzierungen (Jahr, Titel, Platzierungen, Wochen, Auszeichnungen, Anmerkungen) | Höchstplatzierung, Gesamtwochen, AuszeichnungChartplatzierungen (Jahr, Titel, Platzierungen, Wochen, Auszeichnungen, Anmerkungen) | Anmerkungen                             |
| Jahr | Titel                | DE | CH | UK | US | Anmerkungen                             |
| ---- | -------------------- | --- | --- | --- | --- | --------------------------------------- |
| 1995 | This Is How We Do It | DE58 (9 Wo.)DE | — | UK53 (3 Wo.)UK | US12 Platin · (36 Wo.)US | Erstveröffentlichung: 4. April 1995     |
| 1996 | More...              | — | — | UK66 (1 Wo.)UK | US47 Gold · (24 Wo.)US | Erstveröffentlichung: 27. August 1996   |
| 1998 | Let’s Ride           | DE75 (1 Wo.)DE | — | — | US20 Gold · (26 Wo.)US | Erstveröffentlichung: 31. März 1998     |
| 1999 | Get It On...Tonite   | DE30 (19 Wo.)DE | CH49 (15 Wo.)CH | — | US32 Gold · (26 Wo.)US | Erstveröffentlichung: 9. November 1999  |
| 2002 | Montell Jordan       | DE35 (3 Wo.)DE | CH69 (5 Wo.)CH | — | — | Erstveröffentlichung: 26. Februar 2002  |
| 2003 | Life After Def       | — | — | — | — | Erstveröffentlichung: 21. Oktober 2003  |
| 2008 | Let It Rain          | — | — | — | — | Erstveröffentlichung: 21. Oktober 2008  |
| 2019 | Masterpece           | — | — | — | — | Erstveröffentlichung: 29. November 2009 |

### Singles als Leadmusiker
| Jahr | Titel Album                                | Höchstplatzierung, Gesamtwochen, AuszeichnungChartplatzierungen (Jahr, Titel, Album, Platzierungen, Wochen, Auszeichnungen, Anmerkungen) | Höchstplatzierung, Gesamtwochen, AuszeichnungChartplatzierungen (Jahr, Titel, Album, Platzierungen, Wochen, Auszeichnungen, Anmerkungen) | Höchstplatzierung, Gesamtwochen, AuszeichnungChartplatzierungen (Jahr, Titel, Album, Platzierungen, Wochen, Auszeichnungen, Anmerkungen) | Höchstplatzierung, Gesamtwochen, AuszeichnungChartplatzierungen (Jahr, Titel, Album, Platzierungen, Wochen, Auszeichnungen, Anmerkungen) | Anmerkungen                                                               |
| Jahr | Titel Album                                | DE | CH | UK | US | Anmerkungen                                                               |
| ---- | ------------------------------------------ | --- | --- | --- | --- | ------------------------------------------------------------------------- |
| 1995 | This Is How We Do It                       | DE38 (15 Wo.)DE | CH38 (5 Wo.)CH | UK11 Platin · (8 Wo.)UK | US1 ×5Fünffachplatin · (29 Wo.)US | Erstveröffentlichung: 6. Februar 1995                                     |
| 1995 | Somethin’ 4 Da Honeyz This Is How We Do It | — | — | UK15 (4 Wo.)UK | US21 Gold · (15 Wo.)US | Erstveröffentlichung: 5. August 1995                                      |
| 1996 | I Like More...                             | — | — | UK24 (3 Wo.)UK | US28 (20 Wo.)US | Erstveröffentlichung: 11. Juni 1996 feat. Slick Rick                      |
| 1996 | Falling More...                            | — | — | — | US18 Gold · (20 Wo.)US | Erstveröffentlichung: 17. September 1996                                  |
| 1997 | What’s On Tonight More...                  | — | — | — | US21 Gold · (20 Wo.)US | Erstveröffentlichung: 28. Januar 1997                                     |
| 1998 | Let’s Ride                                 | — | — | UK25 (2 Wo.)UK | US2 Platin · (21 Wo.)US | Erstveröffentlichung: 10. Februar 1998 feat. Master P & Silkk The Shocker |
| 1998 | I Can Do That Let’s Ride                   | — | — | — | US14 Gold · (18 Wo.)US | Erstveröffentlichung: 29. Juni 1998                                       |
| 1999 | Get It On…Tonite Get It On Tonite          | DE21 (19 Wo.)DE | CH14 (19 Wo.)CH | UK15 Silber · (4 Wo.)UK | US4 (32 Wo.)US | Erstveröffentlichung: 12. Oktober 1999                                    |
| 2000 | Once Upon A Time Get It On Tonite          | DE44 (9 Wo.)DE | CH53 (9 Wo.)CH | — | — | Erstveröffentlichung: April 2000                                          |

Weitere Singles
- 1995: Daddy’s Home
- 1998: When You Get Home
- 2000: Once Upon a Time
- 2001: You Must Have Been
- 2003: Supa Star
- 2008: Me and U
- 2008: Not No More
- 2013: You Are
- 2019: When I’m Around You (feat. Lecrae)

### Singles als Gastmusiker
| Jahr | Titel Album                        | Höchstplatzierung, Gesamtwochen, AuszeichnungChartplatzierungen (Jahr, Titel, Album, Platzierungen, Wochen, Auszeichnungen, Anmerkungen) | Höchstplatzierung, Gesamtwochen, AuszeichnungChartplatzierungen (Jahr, Titel, Album, Platzierungen, Wochen, Auszeichnungen, Anmerkungen) | Höchstplatzierung, Gesamtwochen, AuszeichnungChartplatzierungen (Jahr, Titel, Album, Platzierungen, Wochen, Auszeichnungen, Anmerkungen) | Anmerkungen                                                            |
| Jahr | Titel Album                        | DE | AT | UK | Anmerkungen                                                            |
| ---- | ---------------------------------- | --- | --- | --- | ---------------------------------------------------------------------- |
| 2004 | This Is How We Do It 2. OG         | DE19 (9 Wo.)DE | AT53 (2 Wo.)AT | — | Erstveröffentlichung: 8. November 2004 Overground feat. Montell Jordan |
| 2015 | The Party (This Is How We Do It) – | — | — | UK17 Silber · (9 Wo.)UK | Erstveröffentlichung: 15. Mai 2015 Joe Stone feat. Montell Jordan      |

## Auszeichnungen für Musikverkäufe
| Platin-Schallplatte - Kanada - 1995: für das Album This Is How We Do It | 2× Platin-Schallplatte - Neuseeland - 2023: für die Single This Is How We Do It |

Anmerkung: Auszeichnungen in Ländern aus den Charttabellen bzw. Chartboxen sind in ebendiesen zu finden.
| Land/RegionAuszeichnungen für Musikverkäufe (Land/Region, Auszeichnungen, Verkäufe, Quellen) | Silber     | Gold     | Platin       | Verkäufe   | Quellen          |
| -------------------------------------------------------------------------------------------- | ---------- | -------- | ------------ | ---------- | ---------------- |
| Kanada (MC)                                                                                  | —          | —        | Platin1      | 100.000    | musiccanada.com  |
| Neuseeland (RMNZ)                                                                            | —          | —        | 2× Platin2   | 60.000     | radioscope.co.nz |
| Vereinigte Staaten (RIAA)                                                                    | —          | 7× Gold7 | 7× Platin7   | 10.500.000 | riaa.com         |
| Vereinigtes Königreich (BPI)                                                                 | 2× Silber2 | —        | Platin1      | 1.000.000  | bpi.co.uk        |
| Insgesamt                                                                                    | 2× Silber2 | 7× Gold7 | 11× Platin11 |            |                  |